# Lithophane monochroma
Lithophane monochroma är en fjärilsart som beskrevs av Charles Boursin 1957. Lithophane monochroma ingår i släktet Lithophane och familjen nattflyn. Inga underarter finns listade i Catalogue of Life.